# Plainville (Georgia)
Plainville es una ciudad ubicada en el condado de Gordon en el estado estadounidense de Georgia. En el año 2000 tenía una población de 257 habitantes.

## Geografía
Plainville se encuentra ubicada en las coordenadas 34°24′15″N 85°2′15″O / 34.40417, -85.03750 (34.404212, -85.037404).
Según la Oficina del Censo, la localidad tiene un área total de 1,5 km² (0,6 mi²), de la cual 1,5 km² (0,6 mi²) es tierra y 0 km² (0 mi²) (0.00%) es agua.

## Demografía
Según la Oficina del Censo en 2000 los ingresos medios por hogar en la localidad eran de $28,654, y los ingresos medios por familia eran $30,000. Los hombres tenían unos ingresos medios de $25,625 frente a los $20,875 para las mujeres. La renta per cápita para la localidad era de $14,046. 